# Gunderico (rei gótico)
Gunderico (em latim: Gundericus; em grego: Guntheric) foi um general e rei gótico do século III. Pouco se sabe sobre ele, exceto que em 248/249 ou 250/251 teria liderado, ao lado de Argedo, um cerco contra a cidade imperial de Marcianópolis. Possivelmente também foi o comandante que liderou contingentes góticos na pilhagem da Mésia e no cerco a Filipópolis, que ocorreu em 250/251. Segundo a Gética do escritor bizantino do século VI Jordanes, Gunderico era subcomandante do rei Ostrogoda, porém essa afirmação é atualmente contestada e hoje se crê que fosse subcomandante de Cniva, outro rei gótico ativo por este período. Além disso, a historiografia considera que Argauto, um alegado rei dos citas que invadiu o Império Romano no fim do reinado de Gordiano III (r. 238–244) ou no começo do de Filipe, o Árabe (r. 244–249), pode ser associado a Argedo e Gunderico e que seu nome seria uma conflação do nome deles.